# Окоча, Джей-Джей
Августи́н (Огусти́н) Азу́ка (Джей-Джей) Око́ча (англ. Augustine Azuka "Jay-Jay" Okocha; род. 14 августа 1973, Энугу) — нигерийский футбольный атакующий полузащитник. Во время выступления за клуб Турецкой Суперлиги «Фенербахче» он стал гражданином Турции и принял имя Мохаммед Явуз (тур. Muhammed Yavuz). Является одним из лучших дриблеров в истории футбола. Известен высоким уровнем исполнения штрафных и дальних ударов.
Прозвище «Джей-Джей» перешло к Окоче от его старшего брата Джеймса. Другой брат Огустина Эммануэл также носил прозвище «Эмма Джей-Джей».

## Клубная карьера
Августин Азука «Джей-Джей» Окоча родился в Энугу, штат Энугу. Его родители жили в местном правительстве Иво, штат Осун. Имя Джей-Джей было передано от его старшего брата Джеймса, который первым начал играть в футбол; его непосредственного старшего брата Эммануэля также звали Эмма Джей-Джей, но вместо этого имя закрепилось за Окоча. Он начал играть в футбол на улице с самодельным мячом.
В интервью BBC Sport он сказал: «Насколько я помню, мы играли с чем угодно, с любым круглым предметом, который могли найти, и всякий раз, когда нам удавалось достать мяч, это был бонус! Это было удивительно!» В 1990 году он присоединился к «Энугу Рейнджерс». За время игры в клубе он продемонстрировал множество зрелищных выступлений, в том числе то, когда он забил гол против опытного нигерийского вратаря Вилли Окпара в матче против «БСК Лайонз». Позже в том же году он отправился в отпуск в Западную Германию, чтобы посмотреть немецкий футбол. Его друг Бинеби Нума играл в третьем дивизионе за «Боруссию» (Нойнкирхен). Однажды утром Окоча сопровождал Нуму на тренировку, где он попросил присоединиться к нему. Тренер «Боруссии» был впечатлен навыками Окочи и пригласил его вернуться на следующий день, прежде чем предложил ему контракт. Год спустя он перешёл в футбольный клуб «Саарбрюккен», но пробыл во Второй Бундеслиге всего несколько месяцев, после чего перешёл в «Айнтрахт» (Франкфурт) из Бундеслиги.

### «Айнтрахт» (Франкфурт)
Окоча присоединился к «Айнтрахту» из Франкфурта в декабре 1991 года, где он познакомился со многими известными игроками, включая нападающего сборной Ганы Тони Йебоа, а также с Томасом Доллем. Он продолжал блистать за немецкую команду, одним из ярких моментов которого стал гол, который он забил в ворота «Карлсруэ», дважды обогнав некоторых игроков при помощи дриблинга в штрафной площади и пробив мимо вратаря Оливера Кана. Этот гол был признан голом сезона многими футбольными журналами, а также признан голом года 1993 года зрителями Sportschau (спортивная программа немецкого телевидения ARD). В 1995 году Окоча, Йебоа и Маурицио Гаудино были вовлечены в конфликт с тренером Юппом Хайнкесом, что привело к их уходу из клуба.
Позже Йебоа и Гаудино уехали в Англию, а Окоча остался до конца сезона, когда «Айнтрахт» вылетел во Вторую Бундеслигу, прежде чем подписать контракт со стамбульским клубом «Фенербахче». В Бундеслиге он забил 18 голов в 90 матчах.

### «Фенербахче»
Окоча присоединился к турецкому клубу «Фенербахче» примерно за 1 миллион фунтов стерлингов после того, как «Айнтрахт» вылетел во Вторую Бундеслигу. За два сезона в команде он забил 30 голов в 62 матчах, многие из которых были забиты штрафными ударами, что стало для него чем-то вроде визиткой в клубе.
Окоча получил турецкое гражданство и выбрал имя Мухаммед Явуз, играя за «Фенербахче».

### «Пари Сен-Жермен»
В 1998 году французская команда «Пари Сен-Жермен» потратила около 14 миллионов фунтов стерлингов на подписание Окочи, что сделало его самым дорогим африканским игроком того времени. За четыре года пребывания в ПСЖ он сыграл 84 матча и забил 12 голов. В то время он также был наставником молодого бразильского футболиста Роналдиньо во время его пребывания в Париже.

### «Болтон Уондерерс»
Окоча присоединился к клубу «Болтон Уондерерс» в качестве бесплатного трансфера после ухода из «ПСЖ» летом 2002 года после чемпионата мира по футболу. Его дебютный сезон, несмотря на то, что ему помешали травмы, сделал его фаворитом болельщиков «Болтона», когда команда напечатала футболки с надписью «Джей-Джей — так хорош, что они назвали его дважды». Он помог команде избежать вылета, забив семь голов, в том числе его гол в решающей победе над «Вест Хэм Юнайтед», который был признан «Голом сезона». Этот гол также был признан лучшим голом «Болтона» в Премьер-лиге по результатам голосования болельщиков в 2008 году. В следующем сезоне Окоча получил больше ответственности, поскольку после завершении карьеры Гудни Бергссона ему дали капитанскую повязку. В качестве капитана он привёл «Болтон» к их первому финалу кубка за девять лет, где они уступили в финале Кубка лиги 2004 года проиграв «Мидлсбро».
В 2006 году его лишили звания капитана — он сказал, что предвидел это, поскольку отношение некоторых сотрудников изменилось. Вероятно, это было связано с его предложением переехать на Ближний Восток, слухи о котором росли. В конце сезона он отказался от продления на год, чтобы переехать в Катар.
После вылета Болтона из Премьер-лиги в 2012 году Окоча заявил, что его время в клубе теперь стало пустой тратой времени, потому что клуб не инвестировал и не улучшал основной состав.
В 2017 году Окоча был признан лучшим игроком, когда-либо игравшим за «Болтон Уондерерс» на стадионе «Рибок/Макрон».

### «Халл Сити»
После всего лишь одного сезона в Катаре команда Чемпионшипа «Халл Сити» на правах свободного агента подписала с Окочей контракт в 2007 году. Это был шаг, который он сделал, сказав, что «Бог сказал ему сделать это». «Халлу» все же удалось выйти в Премьер-лигу, впервые за свою 104-летнюю историю. В конце сезона, после того как он передумал отложить завершать карьеру из-за повышения Халла, он был освобожден клубом, что в конечном итоге отправило его на пенсию.

## Карьера за сборную
За национальную сборную Нигерии дебютировал 2 мая 1993 года в квалификационном матче на чемпионат мира 1994 против Кот-д’Ивуара. В своём втором матче он отметился дебютным голом и помог «суперорлам» победить алжирцев (4:1). В 1994 году был в составах сборной на победном Кубке африканских наций в Тунисе и чемпионате мира в США, где дошли до 1/8 финала.
В 1996 году Окоча стал ключевым игроком в сборной на Летних Олимпийских играх в Атланте (США), на которых нигерийцы взяли золотые медали. На чемпионате мира 1998 во Франции «суперорлы», где вновь дошли до 1/8 финала.
Окоча снова присоединился к Нигерии на Кубке африканских наций 2000 года, который проводился совместно с Ганой. Он забил три гола на турнире, два их которых в первом матче против Туниса.
После неудачного для Нигерии чемпионата мира 2002 года, когда она не прошла групповой этап, он объявил об уходе из команды в эфире национального радио, сославшись на усталость и отсутствие мотивации. Однако позже Окоча вернулся в сборную, сыграв с ней на Кубках африканских наций 2004 и 2006 годов.
В марте 2004 года Пеле назвал его одним из 125 лучших ныне живущих футболистов.

## Статистика

### Клубная
| Клуб             | Сезон      | Лига                    | Лига  | Лига | Кубок | Кубок | Кубок лиги | Кубок лиги | Континент | Континент | Итог  | Итог |
| Клуб             | Сезон      | Дивизион                | Матчи | Голы | Матчи | Голы  | Матчи      | Голы       | Матчи     | Голы      | Матчи | Голы |
| ---------------- | ---------- | ----------------------- | ----- | ---- | ----- | ----- | ---------- | ---------- | --------- | --------- | ----- | ---- |
| Айнтрахт         | 1992/93    | Бундеслига              | 20    | 2    | 3     | 1     | -          | -          | 3         | 0         | 26    | 3    |
| Айнтрахт         | 1993/94    | Бундеслига              | 19    | 2    | 2     | 0     | -          | -          | 4         | 2         | 25    | 4    |
| Айнтрахт         | 1994/95    | Бундеслига              | 27    | 7    | 2     | 0     | -          | -          | 7         | 0         | 36    | 7    |
| Айнтрахт         | 1995/96    | Бундеслига              | 24    | 7    | 1     | 1     | -          | -          | 4         | 3         | 29    | 11   |
| Айнтрахт         | Итог       | Итог                    | 90    | 18   | 8     | 2     | -          | -          | 18        | 5         | 116   | 25   |
| Фенербахче       | 1996/97    | Первая лига Турции      | 33    | 16   | 3     | 1     | 1          | 0          | 8         | 1         | 45    | 18   |
| Фенербахче       | 1997/98    | Первая лига Турции      | 29    | 14   | 0     | 0     | -          | -          | 2         | 0         | 31    | 14   |
| Фенербахче       | Итог       | Итог                    | 62    | 30   | 3     | 1     | 1          | 0          | 10        | 1         | 76    | 32   |
| Пари Сен-Жермен  | 1998/99    | Дивизион 1 Франции      | 25    | 4    | 0     | 0     | 2          | 0          | 2         | 1         | 29    | 5    |
| Пари Сен-Жермен  | 1999/2000  | Дивизион 1 Франции      | 23    | 2    | 1     | 0     | 3          | 0          | -         | -         | 26    | 2    |
| Пари Сен-Жермен  | 2000/01    | Дивизион 1 Франции      | 16    | 2    | 1     | 0     | 1          | 0          | 6         | 1         | 24    | 3    |
| Пари Сен-Жермен  | 2001/02    | Дивизион 1 Франции      | 20    | 4    | 2     | 0     | 2          | 1          | 9         | 5         | 33    | 10   |
| Пари Сен-Жермен  | Итог       | Итог                    | 84    | 12   | 4     | 0     | 8          | 1          | 17        | 7         | 112   | 20   |
| Болтон Уондерерс | 2002/03    | Английская Премьер-лига | 31    | 7    | 0     | 0     | 0          | 0          | -         | -         | 31    | 7    |
| Болтон Уондерерс | 2003/04    | Английская Премьер-лига | 35    | 0    | 0     | 0     | 6          | 3          | -         | -         | 41    | 3    |
| Болтон Уондерерс | 2004/05    | Английская Премьер-лига | 31    | 6    | 1     | 0     | 1          | 1          | -         | -         | 33    | 7    |
| Болтон Уондерерс | 2005/06    | Английская Премьер-лига | 27    | 1    | 3     | 0     | 0          | 0          | 7         | 0         | 37    | 1    |
| Болтон Уондерерс | Итог       | Итог                    | 124   | 14   | 4     | 0     | 7          | 4          | 7         | 0         | 142   | 18   |
| Халл Сити        | 2007/08    | Чемпионшип              | 18    | 0    | 0     | 0     | 1          | 0          | -         | -         | 19    | 0    |
| Общий итог       | Общий итог | Общий итог              | 378   | 74   | 19    | 3     | 17         | 5          | 52        | 13        | 465   | 95   |

1. 1 2 3 4 5  Матчи в Кубке УЕФА
2. ↑  Матчи в Кубка Интертото
3. ↑  Матч в Суперкубке Турции
4. 1 2  Матчи в Лиге чемпионов
5. ↑  Матчи в Кубке обладателей кубков
6. ↑  6 матчей и 5 голов в Кубке Интертото, 3 матча в Кубке УЕФА

### Международные
| Сборная | Год  | Матчи | Голы |
| ------- | ---- | ----- | ---- |
| Нигерия | 1993 | 3     | 1    |
| Нигерия | 1994 | 11    | 0    |
| Нигерия | 1995 | 5     | 1    |
| Нигерия | 1996 | 1     | 0    |
| Нигерия | 1997 | 5     | 0    |
| Нигерия | 1998 | 5     | 0    |
| Нигерия | 1999 | 1     | 0    |
| Нигерия | 2000 | 7     | 4    |
| Нигерия | 2001 | 8     | 1    |
| Нигерия | 2002 | 12    | 1    |
| Нигерия | 2003 | 3     | 1    |
| Нигерия | 2004 | 8     | 4    |
| Нигерия | 2005 | 2     | 1    |
| Нигерия | 2006 | 2     | 0    |
| Итог    | Итог | 73    | 14   |

| №  | Дата            | Место           | Соперник     | Счёт | Результат | Турнир                  |
| -- | --------------- | --------------- | ------------ | ---- | --------- | ----------------------- |
| 1  | 3 июля 1993     | Лагос, Нигерия  | Алжир        | 1-1  | 4-1       | Квалификация на ЧМ 1994 |
| 2  | 11 июня 1995    | Бостон, США     | США          | 1-0  | 2-3       | U.S. Cup 1995           |
| 3  | 23 января 2000  | Лагос, Нигерия  | Тунис        | 1-0  | 4-2       | КАН 2000                |
| 4  | 23 января 2000  | Лагос, Нигерия  | Тунис        | 2-1  | 4-2       | КАН 2000                |
| 5  | 13 февраля 2000 | Лагос, Нигерия  | Камерун      | 2-2  | 2-2       | КАН 2000                |
| 6  | 17 июня 2000    | Лагос, Нигерия  | Сьерра-Леоне | 1-0  | 2-0       | Квалификация на ЧМ 2000 |
| 7  | 1 июля 2001     | Омдурман, Судан | Судан        | 3-0  | 4-0       | Квалификация на ЧМ 2000 |
| 8  | 26 марта 2002   | Лондон, Англия  | Парагвай     | 1-1  | 1-1       | Товарищеский матч       |
| 9  | 26 июля 2003    | Уотфорд, Англия | Венесуэла    | 1-0  | 1-0       | Товарищеский матч       |
| 10 | 31 января 2004  | Монастир, Тунис | ЮАР          | 2-0  | 4-0       | КАН 2004                |
| 11 | 8 февраля 2004  | Монастир, Тунис | Камерун      | 1-1  | 2-1       | КАН 2004                |
| 12 | 11 февраля 2004 | Тунис, Тунис    | Тунис        | 1-0  | 1-1       | КАН 2004                |
| 13 | 13 февраля 2004 | Монастир, Тунис | Мали         | 1-0  | 2-1       | КАН 2004                |
| 14 | 18 июня 2005    | Кано, Нигерия   | Ангола       | 1-0  | 1-1       | Квалификация на ЧМ 2006 |

## Достижения

### Командные

#### «Боруссия»
- Обладатель Кубка Саара: 1989/90, 1991/92
- Чемпион Оберлиги Юго-Запад: 1990/91

#### «Фенербахче»
- Кубок премьер-министра: 1998
- Кубок Ататюрка: 1999

#### «Пари Сен-Жермен»
- Обладатель Суперкубка Франции: 1998
- Обладатель Кубка Интертото: 2001

#### «Халл Сити»
- Победитель плей-офф Чемпионата Футбольной лиги: 2007/08

### Международные
- Победитель Кубка Африки: 1994
- Победитель Афро-Азиатского Кубка Наций: 1995
- Победитель Олимпийских игр: 1996

### Индивидуальные
- Футболист года в Нигерии (7): 1995, 1997, 2000, 2002, 2003, 2004, 2005
- Африканский футболист года по версии Би-би-си (2): 2003, 2004
- Игрок месяца английской Премьер-лиги: ноябрь 2003
- Входит в список ФИФА 100

## Личная жизнь
Дядя полузащитника лондонского «Фулхэма» и сборной Нигерии Алекса Ивоби.